# Chiasmia acutiapex
Chiasmia acutiapex es una especie de polilla de la familia Geometridae, descrita por primera vez por el lepidopterólogo alemán Martin Krüger en 2001 con distribución en Tanzania.